# Coluber schotti
Espèce
Synonymes
- Masticophis schotti Baird & Girard, 1853
- Masticophis taeniatus schotti Baird & Girard, 1853
- Coluber taeniatus schotti (Baird & Girard, 1853)
- Masticophis ruthveni Ortenburger, 1923
- Masticophis taeniatus ruthveni Ortenburger, 1923
- Coluber taeniatus ruthveni (Ortenburger, 1923)
- Masticophis taeniatus australis Smith, 1941
- Coluber taeniatus australis (Smith, 1941)

Statut de conservation UICN

 LC  : Préoccupation mineure
Coluber schotti est une espèce de serpents de la famille des Colubridae.

## Taxinomie
Ce taxon est souvent repris sous Masticophis schotti par plusieurs sources. Reptile Database le classe dans le genre Coluber.

## Répartition
Cette espèce se rencontre jusqu'à 2 300 m d'altitude, :
- au Mexique ;
- au Texas aux États-Unis.

## Sous-espèces
Selon The Reptile Database (20 décembre 2013) :
- Coluber schotti ruthveni (Ortenburger, 1923)
- Coluber schotti schotti (Baird & Girard, 1853)

## Étymologie
Son nom d'espèce lui a été donné en l'honneur d'Arthur Schott. La sous-espèce Coluber schotti ruthveni est nommée en l'honneur d'Alexander Grant Ruthven.

## Publications originales
- Baird & Girard, 1853 : Catalogue of North American Reptiles in the Museum of the Smithsonian Institution. Part 1.-Serpents. Smithsonian Institution, Washington, p. 1-172 (texte intégral).
- Ortenburger, 1923 : A note on the genera Coluber and Masticophis and a description of a new species of Masticophis. Occasional papers of the Museum of Zoology, University of Michigan, no 139, p. 1-14 (texte intégral).
- Smith, 1941 : Notes on Mexican snakes of the genus Masticophis. Journal of the Washington Academy of Sciences, vol. 31, no 9, p. 388-398 (texte intégral).